# Sandoval (Illinois)
Sandoval es una villa ubicada en el condado de Marion, Illinois, Estados Unidos. Según el censo de 2020, tiene una población de 1157 habitantes.

## Geografía
La localidad está ubicada en las coordenadas 38°36′44″N 89°7′10″O / 38.61222, -89.11944 (38.612137, -89.119345). Según la Oficina del Censo de los Estados Unidos, Sandoval tiene una superficie total de 2.58 km², correspondientes en su totalidad a tierra firme.

## Demografía
Según el censo de 2020, hay 1157 personas residiendo en Sandoval. La densidad de población es de 448.45 hab./km². El 90.23% de los habitantes son blancos, el 1.73% son afroamericanos, el 0.61% son amerindios, el 0.61% son asiáticos, el 0.09% es de otra raza y el 6.74% son de una mezcla de razas. Del total de la población, el 0.95% son hispanos o latinos de cualquier raza.